# Homalonychidae

Homalonychidae este o familie de păianjeni din infraordinul Araneomorphae. Familia include doar un singur gen - Homalonychus.

## Descriere

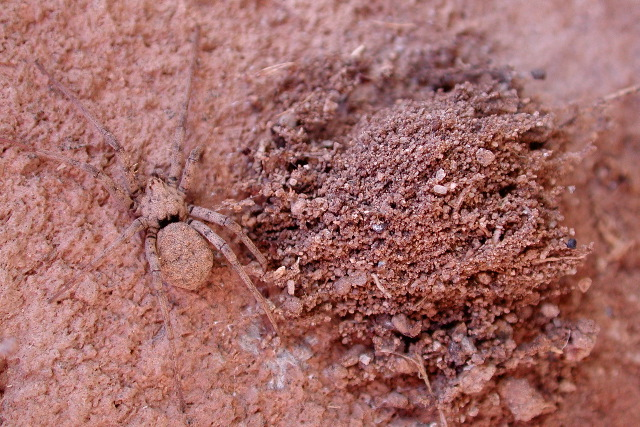
Homalonychus cu cocon

Masculii adulți ajung în lungime până la 6 - 9 mm, iar femelele 7 - 13 mm. Corpul și picioarele sunt acoperite cu perișori fini de care se lipesc particule de sol. Cuticula este de culoare portocalie-maro, în timp ce chelicerele și regiunea cefalică a prosomei sunt mai închise la culoare. Epiginul femel este, relativ, mare. 

## Modul de viață
Membrii acestei familii sunt specii nocturne. Sunt frecvent găsiți în locurile pietroase sau printre plante. Speciile americane trăiesc în deșert, fiind adoptate pentru acest habitat. De firele ce acoperă copul se alipesc  particule fine de sol sau nisip oferindu-le o bună protecție. De asemenea își țin picioarele parțial îngropate în nisip. 

## Răspândire
Singurul gen inclus în familie cuprinde 3 specii. Două se găsesc în SUA: Homalonychus theologus - la vest de râul Colorado și Homalonychus selenopoides - câteva exemplare în Valea Morții (Nevada).
În 1991, în India a fost descrisă specia Homalonychus raghavai.

## Specii
- Homalonychus raghavai Patel & Reddy, 1991 (India)
- Homalonychus selenopoides Marx, 1891  (SUA, Mexic)
- Homalonychus theologus Chamberlin, 1924 (SUA, Mexic)